# Sanai
Sanai – gaun wikas samiti w zachodniej części Nepalu w strefie Lumbini w dystrykcie Nawalparasi. Według nepalskiego spisu powszechnego z 2001 roku liczył on 978 gospodarstw domowych i 6442 mieszkańców (3138 kobiet i 3304 mężczyzn).